# Рафаель Ксімено-і-Планес
Рафаель Ксімено-і-Планес, ісп. Rafael Ximeno y Planes (1759, Валенсія — 1825) — іспанський художник. Деякі з його робіт знаходяться в Кафедральному соборі Мехіко і в базиліці Асунсьйон, Сьєса, Мурсія.